# عباس عاصي
عباس عاصي (مواليد 9 يوليو 1995) هو لاعب كرة قدم لبناني يلعب في مركز خط الوسط في نادي شباب الساحل ومنتخب لبنان.